# Akbar Djuraev
Akbar Djuraev (G'azalkent, 8 ottobre 1999) è un sollevatore uzbeko, vincitore della medaglia d'oro olimpica nella categoria 109 kg ai Giochi di Tokyo 2020 e della medaglia d'argento nella categoria 102 kg ai Giochi di Parigi 2024.

## Palmarès
- Giochi olimpici

Tokyo 2020: oro nei 109 kg.
Parigi 2024: argento nei 102 kg.
- Campionati mondiali

Tashkent 2021: oro nei 109 kg.
Riad 2023: oro nei 109 kg.
- Giochi asiatici

Hangzhou 2022: argento nei 109 kg.
- Campionati asiatici

Ningbo 2019: argento nei 109 kg.
Tashkent 2020: argento nei 109 kg.
Jinju 2023: bronzo nei +109 kg.
Tashkent 2024: oro nei 102 kg.
Jiangshan 2025: oro nei 109 kg.